# Sainte-Eulalie-en-Born
Sainte-Eulalie-en-Born là một xã, thuộc tỉnh Landes trong vùng Nouvelle-Aquitaine. Xã này có diện tích 70,83 km², dân số năm 2006 là 988 người. Xã này nằm ở khu vực có độ cao trung bình 26 mét trên mực nước biển. 

## Biến động dân số
| Năm | 1962 | 1968 | 1975 | 1982 | 1990 | 1999 | 2006 |
| --- | ---- | ---- | ---- | ---- | ---- | ---- | ---- |
| Dân số | 466  | 490  | 557  | 614  | 773  | 785  | 988  |
| From the year 1962 on: No double counting—residents of multiple communes (e.g. students and military personnel) are counted only once. |      |      |      |      |      |      |      |